# James H. Johnson
James Henry Johnson, född 1875 i Southport, Lancashire, död 15 november 1921 i Paddington, London, var en brittisk konståkare. Han kom tvåa vid olympiska spelen 1908 i London i partävlingen tillsammans med sin hustru Phyllis Johnson. Han blev också världsmästare vid två tillfällen.